# Los Pinos, La Trinitaria
Los Pinos är en ort i Mexiko.   Den ligger i kommunen La Trinitaria och delstaten Chiapas, i den sydöstra delen av landet, 900 km öster om huvudstaden Mexico City. Los Pinos ligger 1 511 meter över havet och antalet invånare är 145.
Terrängen runt Los Pinos är kuperad åt sydost, men åt nordväst är den platt. Runt Los Pinos är det ganska glesbefolkat, med 43 invånare per kvadratkilometer. Närmaste större samhälle är Vicente Guerrero, 12,4 km söder om Los Pinos. I omgivningarna runt Los Pinos växer huvudsakligen savannskog.